# محمد الهبدان
محمد بن عبد الله الهبدان ( 1391 هـ -) هو عالم دين سعودي حاصل على درجة الدكتوراه في الفقه من مواليد مدينة الرياض وهو إمام جامع العز بن عبد السلام في الرياض.

## الاعتقال
أعتقل في 11 سبتمبر 2017 ويأتي تزامنا مع أعتقالات السلطات السعودية.

## تعليمه
درس الشيخ محمد الهبدان الابتدائية والمتوسطة والثانوية في مدينة الرياض. أنهى مرحلة البكالوريوس من كلية الشريعة بجامعة الإمام محمد بن سعود في الرياض في عام 1414 هـ. أيضاً حصل الشيخ محمد الهبدان على الماجستير من نفس الجامعة في عام 1425 هـ. حصل أيضاً على الدكتوراه من نفس الجامعة ونفس التخصص في 1427 هـ. يعد محمد الهبدان من الدعاة الذين لهم جهود في الإصلاح داخل السعودية وخارجها.

## العلماء الذين تتلمذ عليهم
من أبرزهم :
1. الشيخ عبد العزيز بن عبد الله بن باز.
2. العلامة محمد بن صالح العثيمين.
3. العلامة عبد الله بن عبد العزيز بن عقيل قرأت عليه زاد المستقنع.
4. الشيخ علي الرومي نائب رئيس محكمة التمييز قرأت عليه زاد المستقنع والروض المربع والرحبية والآجرومية.
5. الشيخ عبد الرحمن بن ناصر البراك في التدمرية ونحوها.
6. الشيخ صالح بن فوزان الفوزان في كتاب التوحيد.
7. الشيخ صالح بن عبد العزيز آل الشيخ في الواسطية والطحاوية.
8. الشيخ المحدث عبد الله بن عبد الرحمن السعد في كتاب جامع الترمذي والبلوغ، وكتاب التوحيد.
9. الشيخ عبد الرحمن بن صالح المحمود في الطحاوية والموافقات للشاطبي.
10. الشيخ عبد الله بن صالح القصير في الفقه.
11. فضيلة الدكتور محمد بن خالد الفاضل في الآجرومية.
12. قرأ القرآن في الصغر على الشيخ أحمد جبريل.
13. حصل على إجازة بقراءة حفص عن عاصم من الشيخ محمد أحمد العقيد.

إضافة إلى من تتلمذ على أيديهم في كلية الشريعة سواء كان ذلك في الرياض أو القصيم :
من أمثال :
- الشيخ الدكتور عبد الله بن علي الركبان.
- الشيخ الدكتور صالح بن غانم السدلان.
- الشيخ الدكتور عبد الله بن علي الجعيثن في القصيم
- الشيخ الدكتور محمد صدقي آل بورنو في أصول الفقه.

## مناصبه
- الدكتور محمد الهبدان إمام مسجد العز بن عبد السلام في مدينة الرياض.
- رئيس مجلس إدارة قناة الأسرة قبل إغلاقها من قبل السلطات في السعودية.[3]
- معلماً في مجمع سليمان العليان التعليمي.
- مشرفاً عاماً على مؤسسة نور الإسلام.
- عضوا في رابطة علماء المسلمين
- مشرفا عاماً على قناة الأحواز الفضائية.

## وصلات خارجية
- موقع الدكتور محمد الهبدان الرسمي
- صفحة الدكتور محمد الهبدان على تويتر
- صفحة الدكتور محمد الهبدان على موقع الفيس بوك
- قناة الشيخ على موقع اليوتيوب